# Winkel (Eifel)
Winkel (Eifel) ist eine Ortsgemeinde im Landkreis Vulkaneifel in Rheinland-Pfalz. Sie gehört der Verbandsgemeinde Daun an.

## Geographie
Die Gemeinde liegt im Naturpark Vulkaneifel sowie im Landschaftsschutzgebiet „Zwischen Ueß und Kyll“. Sie gliedert sich in die beiden in engen Tälern liegenden Ortsteile Niederwinkel und Oberwinkel.
Zur Gemeinde gehören auch die Wohnplätze Birkenhof, Eichenhof, Jagdhaus, Kreuzhof, Pappelhof, Reimelshof, Talhof und Tommelhof.
Nachbarorte von Winkel sind die Ortsgemeinde Demerath im Norden, die bereits zum Landkreis Cochem-Zell gehörenden Ortsgemeinden Wollmerath und Wagenhausen im Osten, sowie Immerath im Süden, Gillenfeld im Südwesten und Ellscheid im Westen.

## Geschichte
Die erste Erwähnung des Ortes als „Winkela“ findet sich in einer Urkunde vom 1. August 1144, in der König Konrad III. dem Kloster Springiersbach seinen Besitz in Winkel bestätigte. Von Kaiser Heinrich VI. wurde im Jahre 1193 dem Kloster erneut der Besitz bestätigt.
Niederwinkel und das Hofgut Oberwinkel gehörten zusammen mit Filz, Wagenhausen und Wollmerath zur Herrschaft Wollmerath, die ein Erblehen der Grafen zu Wied war und unter der Landeshoheit von Kurtrier stand. Die letzten Herren von Wollmerath waren seit 1701 die Freiherren von Breiten-Landenberg.
Die Inbesitznahme des Linken Rheinufers durch französische Revolutionstruppen beendete die alte Ordnung. Der Ort wurde von 1798 bis 1814 Teil der Französischen Republik (bis 1804) und anschließend des Französischen Kaiserreichs. Winkel wurde der Mairie Strohn des Kantons Manderscheid im Arrondissement Prüm des Saardépartements zugeordnet. Nach der Niederlage Napoleons kam Winkel aufgrund der 1815 auf dem Wiener Kongress getroffenen Vereinbarungen zum Königreich Preußen und gehörte nun zum Kreis Daun des Regierungsbezirks Trier, der 1822 Teil der neu gebildeten preußischen Rheinprovinz wurde. Aus der Mairie wurde die Bürgermeisterei Strohn, die 1841 aufgelöst und mit der Bürgermeisterei Gillenfeld vereinigt wurde.
Als Folge des Ersten Weltkriegs war die gesamte Region dem französischen Abschnitt der Alliierten Rheinlandbesetzung zugeordnet. Nach dem Zweiten Weltkrieg wurde Winkel innerhalb der französischen Besatzungszone Teil des damals neu gebildeten Landes Rheinland-Pfalz.
Bevölkerungsentwicklung
Die Entwicklung der Einwohnerzahl von Winkel (Eifel); die Werte von 1871 bis 1987 beruhen auf Volkszählungen:
| Jahr | Einwohner |
| ---- | --------- |
| 1815 | 88        |
| 1835 | 127       |
| 1871 | 147       |
| 1905 | 179       |
| 1939 | 184       |
| 1950 | 193       |
| 1961 | 204       |

| Jahr | Einwohner |
| ---- | --------- |
| 1970 | 193       |
| 1987 | 160       |
| 1997 | 162       |
| 2005 | 160       |
| 2011 | 138       |
| 2017 | 135       |
| 2023 | 146       |

## Politik

### Gemeinderat
Der Gemeinderat in Winkel (Eifel) besteht aus sechs Ratsmitgliedern, die bei der Kommunalwahl am 9. Juni 2024 in einer Mehrheitswahl gewählt wurden, und dem ehrenamtlichen Ortsbürgermeister als Vorsitzendem.

### Bürgermeister
Friedhelm Jax wurde am 28. August 2024 Ortsbürgermeister von Winkel. Da bei der Direktwahl am 9. Juni 2024 kein Wahlvorschlag eingereicht wurde, oblag die Neuwahl des Bürgermeisters gemäß rheinland-pfälzischer Gemeindeordnung dem Rat, der sich auf seiner konstituierenden Sitzung für den bisherigen Ersten Beigeordneten Friedhelm Jax entschied.
Jax’ Vorgänger als Ortsbürgermeister war Jörg Prescher, der das Amt als Nachfolger von Josef Hölzer von 2004 bis 2022 ausübte. Zuletzt bei der Direktwahl am 26. Mai 2019 war Prescher mit einem Stimmenanteil von 71,43 % für weitere fünf Jahre in seinem Amt bestätigt worden. Mit Wirkung zum 1. Oktober 2022 legte er das Ehrenamt jedoch wegen seines geplanten Wegzugs aus der Eifel vorzeitig nieder.  Da für eine deshalb am 26. Februar 2023 angesetzte Direktwahl kein Wahlvorschlag eingereicht wurde, oblag die Neuwahl des Ortsbürgermeisters dem Rat. Da dieser zunächst keinen Kandidaten finden konnte, führte der Erste Beigeordnete Friedhelm Jax bereits vor seiner Wahl zum Ortsbürgermeister im August 2024 die Amtsgeschäfte.

### Wappen
| Wappen von Winkel | Blasonierung: „Unter silbernem Schildhaupt, darin eine rote Zange, in Rot ein schwebender silberner Sparren, begleitet von 3 (2:1) silbernen Ringen.“ |
| Wappen von Winkel | Wappenbegründung: Der silberne Sparren (= Winkel) deutet auf den Ortsnamen hin; die rote Zange ist das Attribut der Schutzpatronin des Ortes, der hl. Appollonia; die drei silbernen Ringe sind aus dem Familienwappen der Freiherren von Landenberg, die zeitweise die Herrschaft Wollmerath innehatten; die Farben Rot und Silber symbolisieren die frühere Landesherrschaft von Kurtrier. Das Wappen wurde am 20. März 1990 genehmigt. |

## Kultur und Sehenswürdigkeiten

### Kulturdenkmäler Niederwinkel
- Die Katholische Filialkirche St. Apollonia, ein dreiachsiger Saalbau aus dem 18. Jahrhundert, 1934 renoviert

St. Apollonia
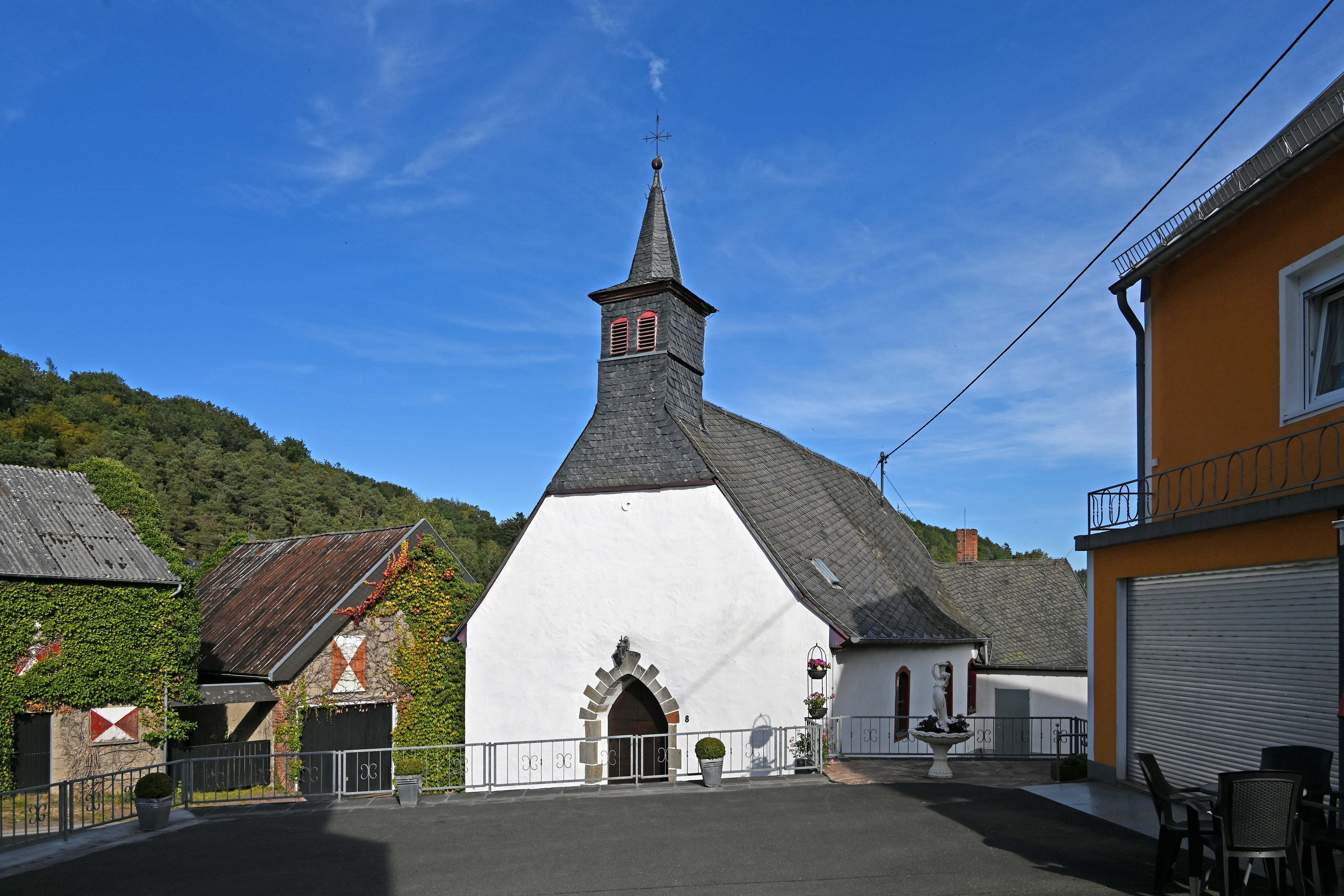
Kapelle, Südwestansicht
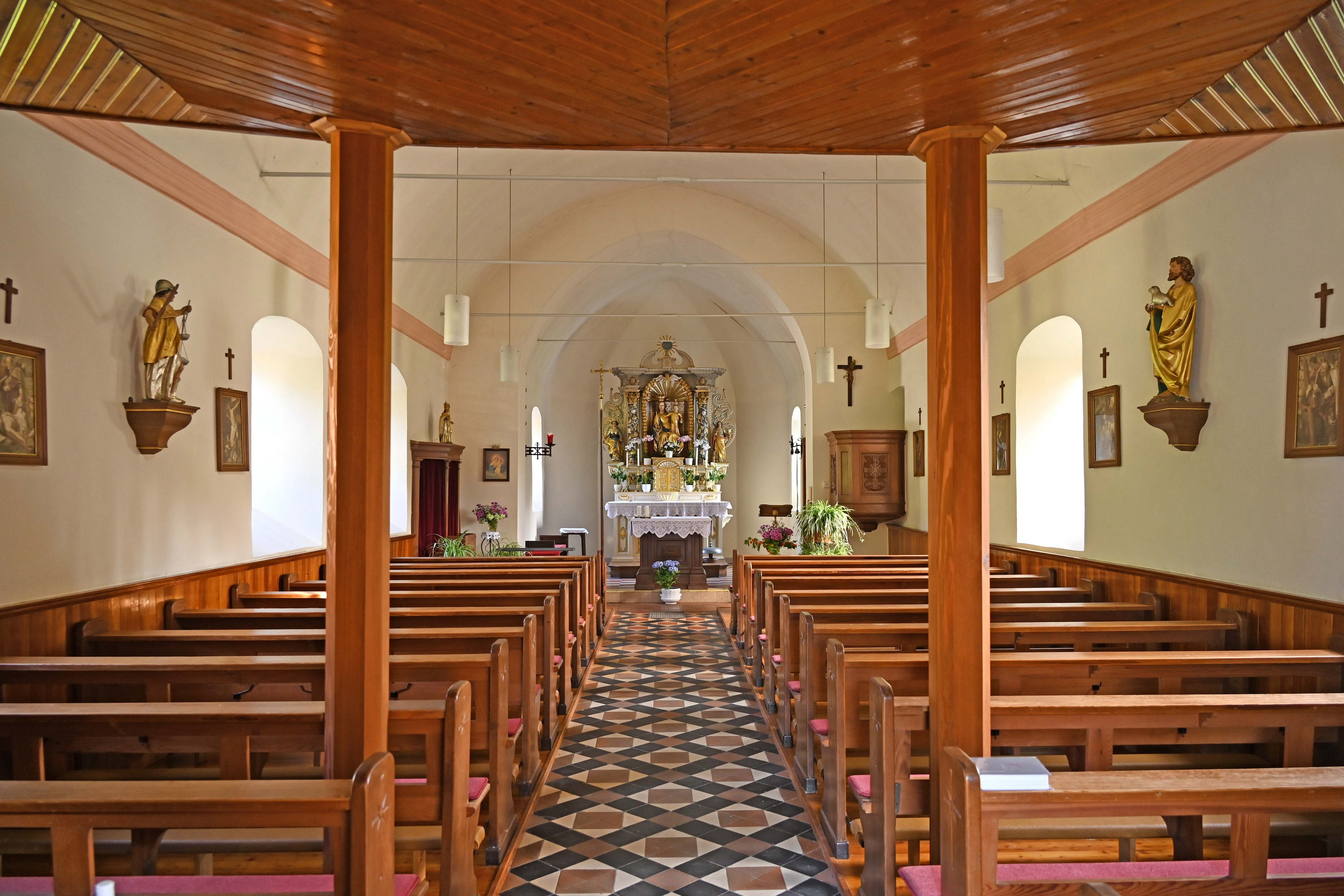
Innenraum
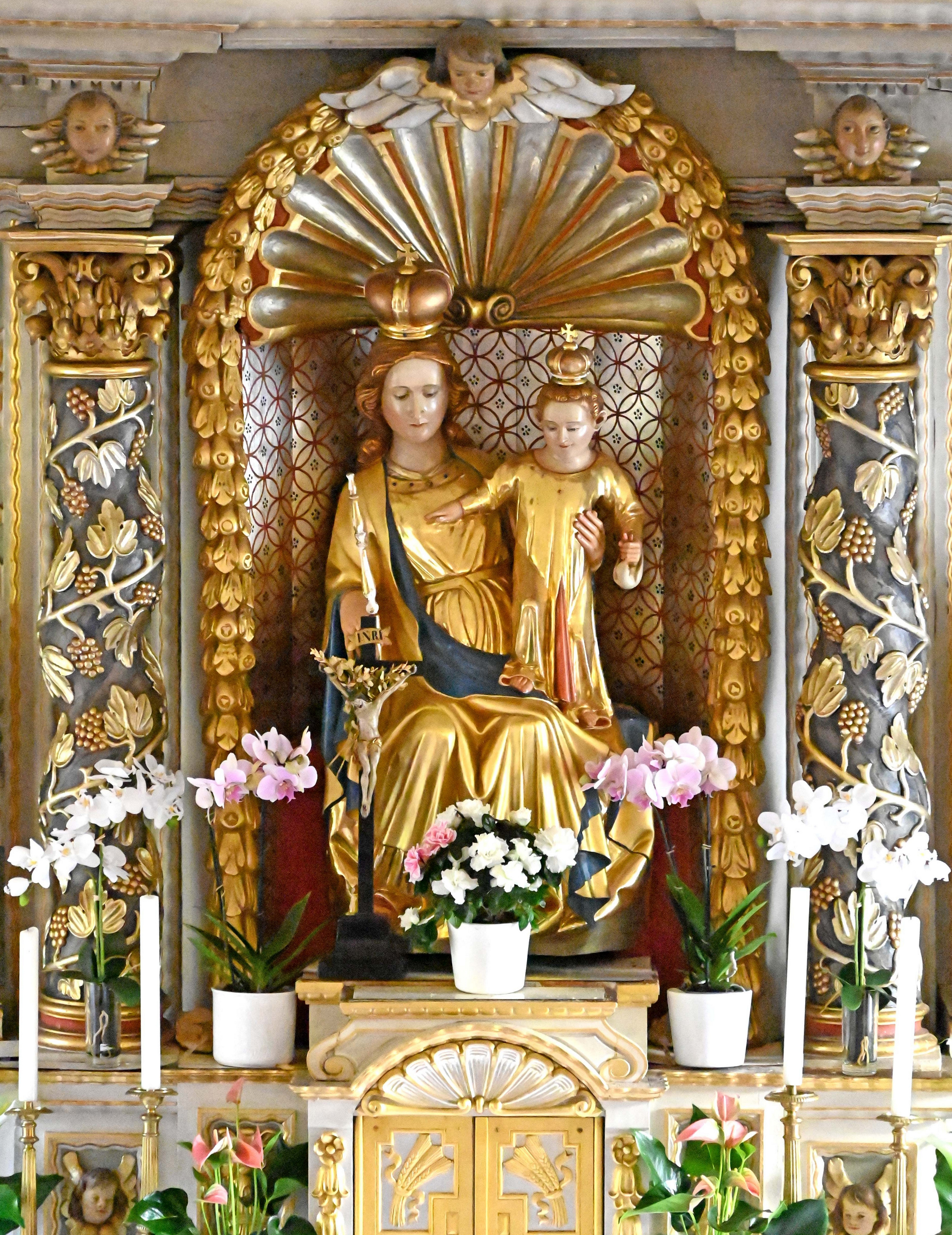
Hochaltar
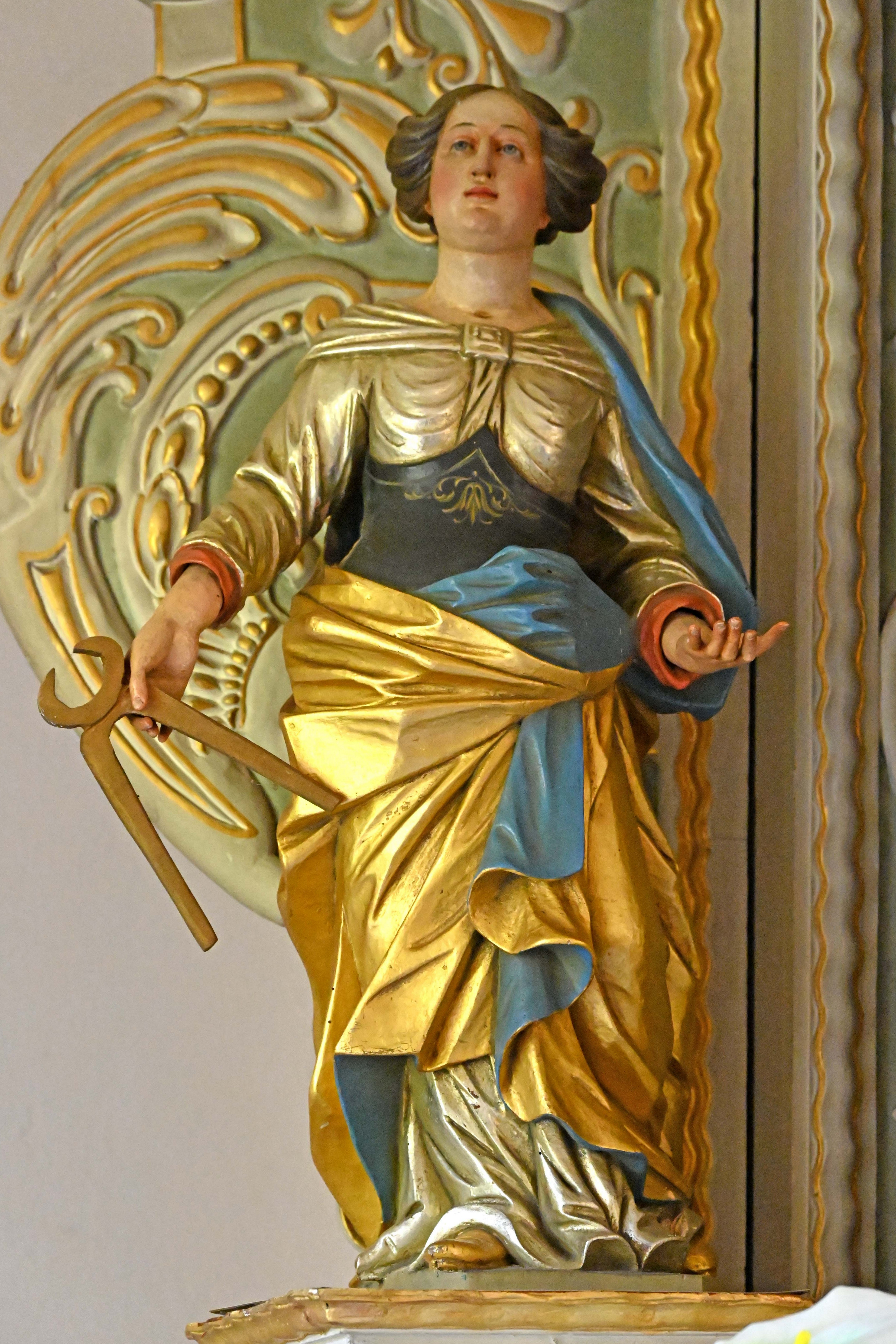
Statue St. Apollonia

- Zwei Quereinhäuser aus der Mitte des 18. Jahrhunderts (Hauptstraße)
- Ein Heiligenhäuschen aus dem 18. oder 19. Jahrhundert (südlich des Ortsteils)[15]

### Kulturdenkmäler Oberwinkel
- Die ehemalige Hofgutkapelle, ein zweiachsiger Putzbau aus der Mitte des 19. Jahrhunderts[15]

### Naherholung
Zu den Wander- und Radwanderwegen in der Umgebung gehört der in Niederwinkel beginnende, fast 14 Kilometer lange Apoloniaweg, benannt nach der Schutzpatronin des Ortes, der Heiligen Apollonia.

## Wirtschaft und Infrastruktur

### Öffentliche Einrichtungen
Der Ort verfügt über ein Bürgerhaus, das auch gegen eine Gebühr angemietet werden kann.

### Verkehr
Winkel wird von der Kreisstraße 14 an das Straßennetz angeschlossen, Im Westen verläuft – weitgehend auf der Gemarkungsgrenze – die Bundesstraße 421. Die Ausfahrt Mehren der Bundesautobahn 1 ist etwa acht Kilometer entfernt.